# Unthank (Haltwhistle)
Unthank – wieś w Anglii, w hrabstwie Northumberland, w pobliżu Haltwhistle. Leży 53 km na zachód od miasta Newcastle upon Tyne i 413 km na północ od Londynu.